# 競馬中継 (東海ラジオ)
競馬中継（けいばちゅうけい）とは、東海ラジオ放送で放送されている中央競馬のメインレースを放送する際のコーナータイトルのことである。
なお中京競馬場でレースが開催される時期に際には、中京競馬実況中継となることがあるほか、稀に中央競馬実況中継となるなど、若干のタイトルの変更がある。
かつては解説者が登場するなどしていたが、現行の放送ではレースのみを放送するため、解説者はなし。

## 概要
- レース中継の始まりには、ファンファーレ[要説明]が流され、パーソナリティがコーナータイトル･中継するメインレース名・実況担当アナウンサーが紹介されたあと、レース中継となっている。
- 中京競馬場で開催される際には、レース実況を東海ラジオのスポーツアナウンサーが担当するため、若干の時間の余裕がある場合は、当該時間帯の番組を担当しているスタジオのパーソナリティー[誰?]と実況アナウンサーとが会話をすることもある。
- 2010年3月まで日曜日午後のワイド番組内で放送されていたが、中京競馬場でレースが開催されている際には、土曜日でも放送されることがあった（2007年12月まで）。
- 中京競馬場開催時でも他場で重賞レースが行われる場合は、そのレースの放送のみとなる場合がある。
- 2010年4月からは、週末の昼間がプロ野球デーゲーム中継の放送を前提とした編成に移行したため、レギュラーでの競馬中継は取りやめとし、中京競馬場で開催される一部の重賞レースのみの中継となった。
  - 2012年：高松宮記念、金鯱賞
  - 2013年︰高松宮記念、愛知杯
  - 2014年 - ︰高松宮記念[1]、チャンピオンズカップ[2]

### ネットワーク
- G1競走である高松宮記念とチャンピオンズカップの実況音声は文化放送とラジオ大阪にネットされている。
- G2以下の裏開催時の重賞レースはラジオ大阪とニッポン放送にネットされていた。本番組のレギュラー放送終了以降、ラジオ大阪では西日本主場の放送席からモニター画面を通じて実況を行い、ニッポン放送は中継そのものをG2以上の重賞のみの自社乗り込みに絞り込んでいる（どうしても自社制作ができない場合のみCBCラジオからネット受けして対応）。
- 中京競馬場以外の中央競馬メインレース実況中継の協力先として、ラジオ大阪と文化放送からそれぞれ実況中継をネット受けしていた。

## 実況アナウンサー（中京競馬場開催レース時の自社制作のみ）
現在
- 吉川秀樹（初実況は2009年の豊明特別。2010年3月のレギュラー放送終了に伴い一旦退いていたが、2024年高松宮記念での復帰以降メインで担当）

過去
- 酒井弘明
- 村上和宏（2010年3月のレギュラー放送終了に伴い一旦退いていたが、2023年12月のチャンピオンズカップで13年ぶりに実況。2024年は早朝ワイド番組との兼ね合いもあり実況していない）
- 大澤広樹（初実況は2002年の名鉄杯[3]。2023年3月の高松宮記念まで）